# Tuncingo
Tuncingo es una localidad del estado mexicano de Guerrero. Es parte del municipio de Acapulco de Juárez. Fue fundada el 19 de abril de 1950.

## Demografía
| Gráfica de evolución demográfica |
|                                  |

| Censo | Población |
| ----- | --------- |
| 1950  | 170       |
| 1960  | 291       |
| 1970  | 516       |
| 1980  | 576       |
| 1990  | 1 324     |
| 2000  | 1 828     |
| 2010  | 2 570     |
| 2020  | 2 805     |